# 스베리르 잉기 잉가손
스베리르 잉기 잉가손(아이슬란드어: Sverrir Ingi Ingason, 1993년 8월 5일 ~ )은 미트윌란에서 수비수로 활약하고 있는 아이슬란드의 축구 선수이다.

## 경력
스베리르는 브레이다블리크, 아우그나블리크, 비킹, 로케런, 그라나다에서 활약을 하였다.